# 1961年柏林危機

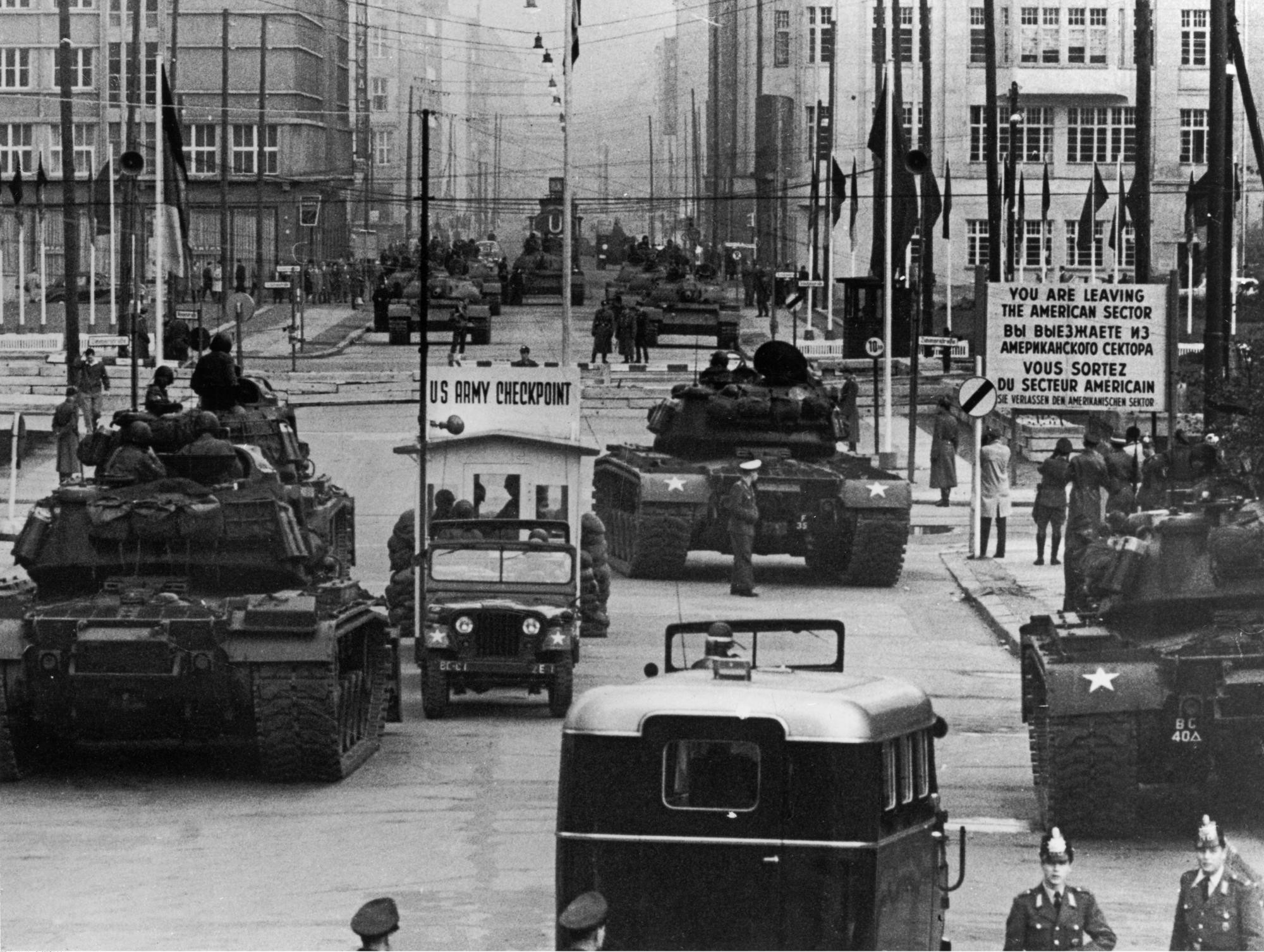
1961年10月，查理檢查哨两侧美军的M48坦克正在与苏军的T-55坦克对峙

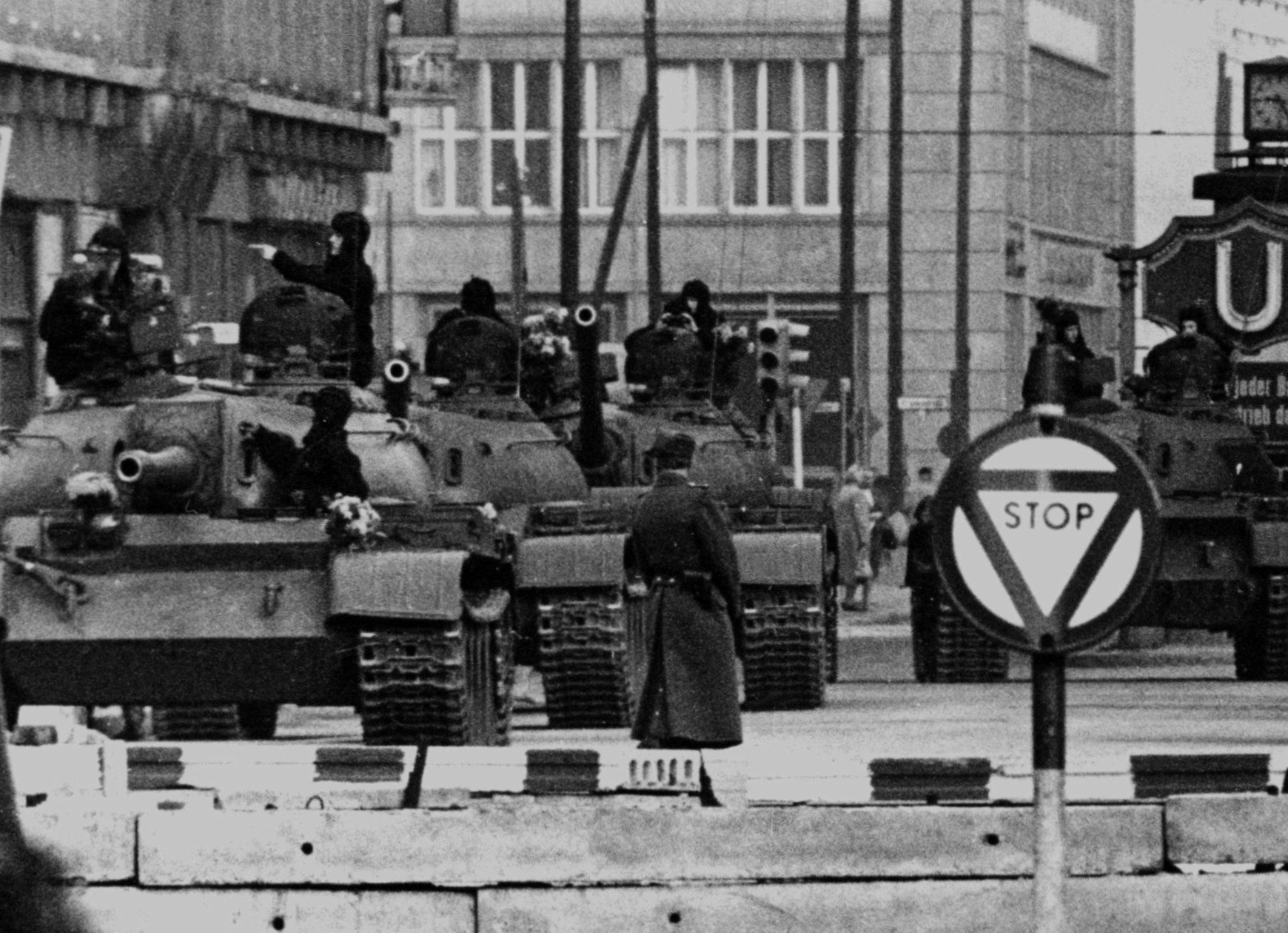
1961年10月27日，查理檢查哨两侧美军的M48坦克正在与苏军的T-55坦克对峙

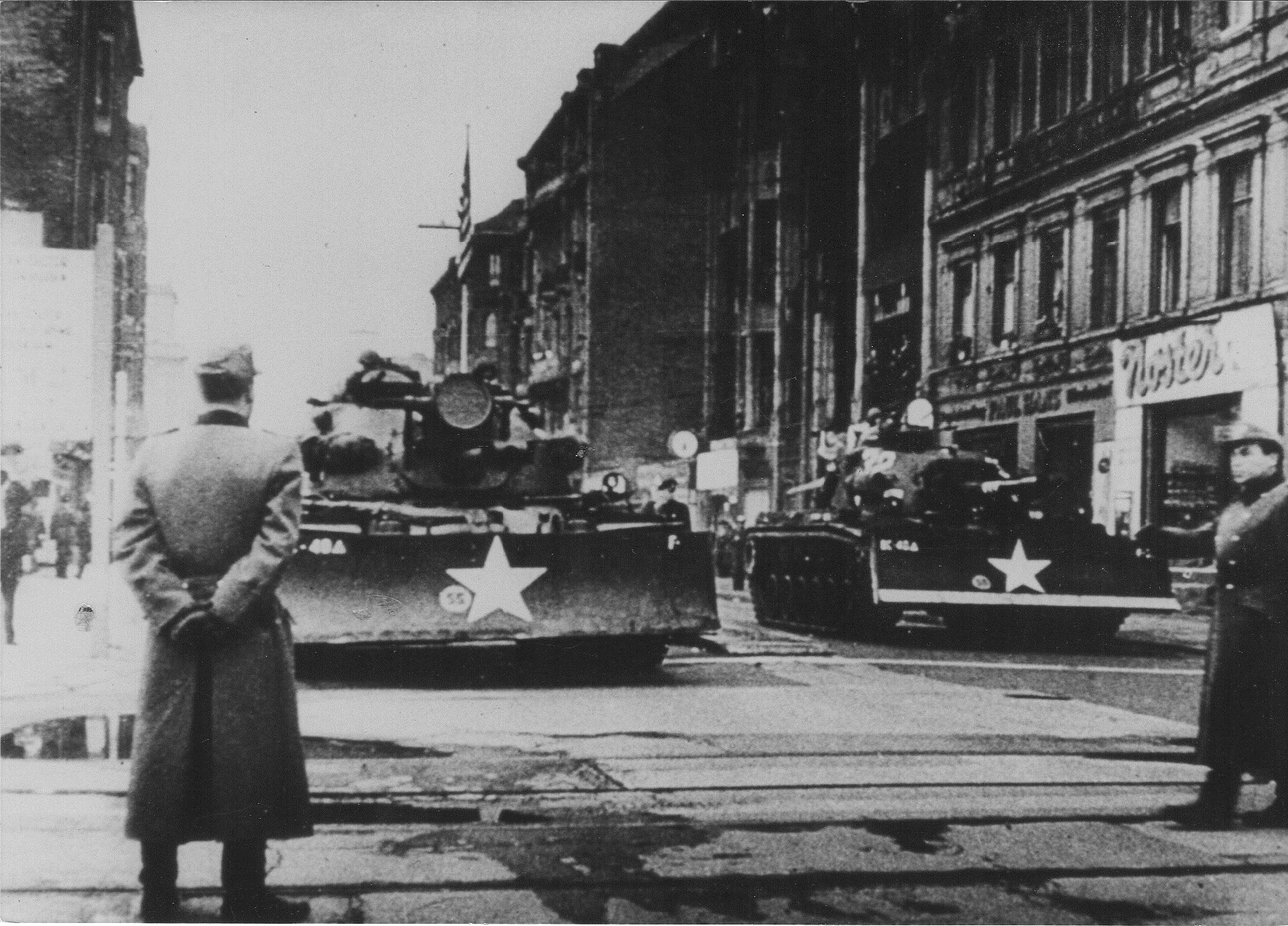
1961年10月27日，參與行動的美军的M48坦克

1961年柏林危機（德語：Berlin-Krise）發生於1961年6月4日至11月9日，這是冷戰中最後一次關於德國首都柏林及其郵政地位的重要政治軍事事件。柏林危機始於蘇聯發出最後通牒，要求所有武裝部隊撤離柏林，包括西柏林的西方武裝部隊。這場危機最終導致該城市實際上與東德豎立了柏林牆分隔開來。 
1961年柏林危机期间，苏联共产党第二十二次代表大会在莫斯科召开，这次大会是中国共产党最后一次派代表出席的苏共代表大会。

## 起源
在二戰結束前蘇聯佔領東歐之後，一些居住在東歐集團新獲得地區的人渴望蘇聯人離開。東歐人利用相對自由地進入西德的便利，前往西德申請移民。尽管具体数字饱受争议，有学者认为在1945年至1950年间有约150万人离开东欧。
到1950年代初，包括东德在内的大多数东方集团开始效仿苏联控制人口流动、限制移民的方略。

### 1958年柏林最後通牒
1958年11月，赫魯雪夫作出决定，要求在六個月內將把與西柏林的所有通訊線路的控制權移交給東德。這意味著只有在東德允許的情況下，西方才能進入西柏林。作為回應，美國，英國和法國明確表示了堅決決心保留並維護其自由進入西柏林的合法權利。
隨著緊張局勢的加劇，美國，英國和法國組成了一個秘密小組，下令計劃對西柏林的任何侵略作出最終反應。 該計劃小組被命名為LIVE OAK，這三個國家的工作人員制定了陸上和空中計劃，以確保進出西柏林。

### 談判
蘇聯於1959年5月撤回了要求。三個月的四國外長會議後，他們沒有達成任何重大協議。赫魯雪夫1959年9月訪問美國。訪問結束時，他宣佈與美國總統艾森豪威爾共同肯定看全面裁軍的重要。柏林的狀態「不應以武力解決，而應通過談判以和平方式解決」。
戴維營會議期間，艾森豪威爾說：雙方都非常清楚如果實施該要求會發生什麼。赫魯雪夫回應說，他不理解美國爲何將和平條約視為對和平的威脅。艾森豪威爾認爲柏林的局勢是異常的，「人類事務有時會很糾結」。
赫魯雪夫認爲有可能在柏林達成協議。但是，柏林問題巴黎會議因爲偵察飛機事件而取消了。

## 歷史

### 1961年最後通牒
1961年6月4日，赫魯雪夫會見美國總統甘迺迪時，再次發出蘇聯最後通牒，要求其與東德簽署單獨的和平條約，從而終止四國協定。西方進入西柏林和東柏林的權利將由蘇聯軍隊負責。他宣佈1961年12月31日為最後期限。三國做出回應，任何單方面條約都不會影響其在西柏林的責任和權利。

### 局勢加劇緊張
在對柏林地位的日益激烈的對抗中，甘迺迪在1961年6月默認了柏林的現實。這與他後來更加自信的公開聲明對蘇聯而言明顯不同。
隨著柏林對抗的升級，甘迺迪在華盛頓發表電視講話，並在美國全國播放。他在講話中重申，美國不想武力解決
據報導，赫魯雪夫在黑海度假勝地索契度假，對甘迺迪的講話感到憤怒。甘迺迪的裁軍顧問約翰·麥克洛伊（John Jay McCloy）當時恰好在蘇聯。赫雪曉夫派人對麥克洛伊說，甘迺迪的軍事集結威脅到戰爭。

### 柏林牆計劃
1961年初，东德政府试图阻止其人口前往西方。德國統一社會黨（SED）一等秘书兼国务委员会主席、东德的主要决策者瓦爾特·烏布利希说服苏联，阻止这一运动是必要的武力，尽管柏林的四国地位要求允许在各区之间自由旅行，并禁止两德军队驻扎在柏林。
东德政府开始储存用于修建柏林墙的建筑材料；这项活动广为人知，但只有一小撮苏联和东德规划者认为东德人知道这个目的。这种材料包括足够的带刺铁丝网来包围西柏林156公里（97英里）的周长。当局设法避免了怀疑，将带刺铁丝网的购买分散到几家东德公司，而这些公司又将其订单分散到西德和英国的一系列公司中。
1961年6月15日，在柏林墙开始修筑前两个月，烏布利希在国际新闻发布会上表示：“Niemand hat die Absicht, eine Mauer zu errichten！”（“没有人打算竖立一堵墙”）。这是Mauer（墙）一词首次用于此上下文。
1961年8月4日至7日，美国、英国、法国和西德的外交部长在巴黎秘密会面，讨论如何在西柏林应对苏联的行动。他们表示缺乏参与战争的意愿。几周内，克格勃向赫鲁晓夫提供了巴黎会谈的描述。这表明，与西德人不同，美国国务卿迪安·腊斯克支持与苏联的谈判，尽管克格勃和格鲁政府警告说，联盟其他成员正在向美国施加压力，要求其考虑对东德和其他社会主义国家实施经济制裁，并加快西欧盟友（如西德国防军）的常规和核军备计划。
西方对修建隔离墙有先进的情报。8月6日，SED的官员HUMINT消息人士向第513军事情报组（柏林）提供了正确的开工日期。在1961年8月9日柏林观察委员会的每周会议上，美国驻德国苏维埃部队指挥官小组军事联络团团长预测修建隔离墙。同一天，SED通信的拦截通知西方，计划开始封锁东柏林和西柏林之间的所有步行交通。机构间情报观察委员会的评估表示，这次拦截“可能是关闭边境计划的第一步”，事实证明这是正确的。

### 關閉邊界
1961年8月12日星期六，东德领导人在东柏林北部林区Döllnsee的一家政府宾馆参加了一个花园派对，Walter Ulbricht签署了关闭边境并在西柏林周围竖立隔离墙的命令。
午夜时分，东德边防警察、东德军队和苏联军队开始关闭边境；到1961年8月13日星期日上午，与西柏林的边境已经关闭。东德军队和工人已经开始拆除沿着隔离墙运行的街道，使其无法通行，并沿着三个西区周围的156公里（97英里）和实际上将西柏林和东柏林分隔的43公里（27英里）安装带刺铁丝网和围栏。大约32,000名战斗和工兵被雇用来建造隔离墙，之后边防警察负责驻守和改进隔离墙。为了阻止西方的干涉，也许可以控制潜在的骚乱，苏联军队在场。
肯尼迪没有屈服于西柏林人及其市长威利·勃兰特提出的立即采取行动的愤怒要求。相反，他派了副总统林登·B．詹森和Lucius D.1948-49年柏林空运的英雄克莱于8月19日前往西柏林。他们设法让民众平静下来，并象征性地展示了美国对这座城市的声援。8月20日，又有1500名大兵抵达西柏林。
1961年8月30日，针对苏联切断进入柏林的举措，肯尼迪总统命令148,000名警卫和预备役军人服现役。10月和11月，动员了更多的空军国民警卫队部队，战术战斗机部队的216架飞机飞往欧洲执行“楼梯台阶”行动，这是空军卫队历史上规模最大的喷气式飞机部署。大多数动员的空军警卫队员仍然留在美国，而另一些人则接受了运载战术核武器的培训，并不得不在欧洲接受常规行动的再培训。空军国民警卫队老化的F-84和F-86需要美国驻欧洲空军缺乏的备件。
理查德·巴赫写了一本《地面陌生人》的书，围绕着他作为空军国民警卫队飞行员在这次部署的经历。

### 柏林旅行糾紛
管辖柏林的四个大国（苏联、美国、英国和法国）在1945年波茨坦会议上同意，盟军人员可以在柏林的任何地区自由行动。但在1961年10月22日，即隔离墙建成仅两个月后，美国驻东柏林代表团团长。Allan Lightner在查理检查站前往东柏林的一家剧院时，在他的车里（车上有占领军的车牌）被拦住了。 约翰·F·肯尼迪与退役陆军将军卢修斯·D密切合作。克莱曾负责1948-1949年的柏林空运。他们决定展示美国的决心。美国驻柏林司令部曾考虑一项用推土机拆除电线和路障的计划。然而，这被部队指挥官弗雷德里克·O准将否定了。

### 軍事對峙
美國國務卿迪安·魯斯克致信美國指揮官盧修斯·克萊將軍。克萊認爲，讓美國坦克使用推土機來推倒隔離牆的某些部分，將在不引起蘇聯軍事反應的情況下，結束這場危機。弗雷德里克·肯佩（Frederick Kempe）認爲，魯斯克的看法以及相應的證據表明，蘇聯可能會在此行動後退縮。

### 後續
克格勃間諜格奧爾基·博爾沙科夫（Georgi Bolshakov）成為主要的溝通渠道，甘迺迪與赫魯雪夫同意通過撤回坦克來減輕緊張局勢。美國檢查站通過電話向駐柏林的美國軍事特派團總部派遣了一名憲兵，後者隨後與白宮進行了溝通。蘇聯檢查站直接與蘇聯陸軍高級司令部的阿納托利·格里科夫將軍進行了直接通信，後者隨後通向赫魯曉夫。